# Wiktor Kutscherenko
Wiktor Hryhorowytsch Kutscherenko (ukrainisch Віктор Григорович Кучеренко russisch Виктор Григорьевич Кучеренко russisch: Wiktor Grigorowitsch Kutscherenko; geboren am 20. August 1931 in Mariupol; gestorben am 18. Dezember 1996) war von Mai 1977 bis Mai 1980 Vorsitzender des Exekutivkomitees der Arbeiterdeputierten der Stadt Mariupol, die damals (von 1948 bis 1989) den Namen Schdanow trug (nach Andrei Schdanow).

## Lebenslauf
Er wurde 1931 in Mariupol als Sohn einer Arbeiterfamilie geboren. Von 1947 bis 1951 war er Student der Metallurgieschule von Schdanow (Mariupol). In den Jahren 1951–1953 arbeitete er als Vorarbeiter, leitender Vorarbeiter der technischen Kontrollabteilung der Elektrodenwerkstatt des Hüttenwerks von Schdanow (Mariupol). Von 1953 bis 1957 war er leitender Ingenieur des technischen Büros der technischen Kontrollabteilung des Metallurgiekombinats Wladimir Iljitsch Lenin Mariupol. Er absolvierte die Staatliche Technische Universität des Rajon Pryasowske mit einem Abschluss in Maschinenbau.

## Auszeichnungen
- Orden des Roten Banners der Arbeit